# Glossar von American-Football-Begriffen
Die folgende Liste bildet ein Glossar von American-Football-Begriffen.

## 0–9

### 3–4 Defense
Verteidigungsformation mit drei Defensive-Line-Spielern und vier Linebackern.

### 4-3 Defense
Verteidigungsformation mit vier Defensive-Line-Spielern und drei Linebackern.

## A

### Audible
Eine Ansage eines Spielzuges durch den Quarterback außerhalb des Huddles.

### Automatic First Down
Strafe, welche bei Regelverstößen der Defense ausgesprochen werden kann, selbst dann, wenn die Raumstrafe nicht groß genug ist, um die Line to Gain zu überqueren. Durch diese Strafe bekommt die Offense ein neues First Down und so zusätzlich bis zu vier neue Versuche.

## B

### Backs
Alle Positionen, welche nicht an der Line of Scrimmage stehen.

### Backfield
Der gesamte Spielfeldbereich hinter der Line of Scrimmage.

### Backup
Ersatzspieler.

### Backwardpass
Siehe Lateralpass

### Ball Carrier
Die Person, welche den Ball kontrolliert.

### Benchen
Die Verbannung eines Stammspielers auf die Reservebank.

### Blind Side
Die Seite der Offense, die nicht im Sichtfeld des Quarterbacks liegt (bei Rechtshändern die linke Seite).

### Blitz
Das Angreifen des Quarterbacks durch einen Linebacker oder Defensive Back.

### Block
Das Blockieren des Laufweges des Gegenspielers mit dem eigenen Körper.

## C

### Call
siehe Audible

### Center
Spielerposition der Offensive Line, dessen Hauptaufgabe es ist, den Ball zu snappen, Lücken für das Laufspiel zu blocken und den Quarterback zu schützen.

### Challenge
Das Einfordern einer Videoüberprüfung durch den Head Coach.

### Chop Block
Unerlaubter Block, bei dem ein Spieler der Offense einen Verteidiger in die Knie tackelt, während ein anderer denselben Verteidiger über der Hüfte tackelt.

### Clipping
Unerlaubter Block, bei dem ein Spieler einen anderen Spieler von hinten unterhalb der Hüfte tackelt.

### Coffin Corner
Die Ecken des Field of Play zwischen Goalline und der 10-Yard-Linie. Punter versuchen den Ball dort Out of Bounds zu schießen, um den Gegner möglichst nahe an der eigenen Endzone beginnen zu lassen.

### Complete Pass/Completion
Gefangener Ball (Catch) eines legalen Receivers.
Der Passempfänger muss Kontrolle über den Ball haben (fest in den Händen / maintaining possession) und nach NFL-Regeln mindestens beide Füße innerhalb des Spielfeldes (both feet down), siehe auch Unterschiede in den Regelwerken der NFL und der NCAA.
Fällt der Spieler beim Catch, darf der Ball den Boden nicht berühren.

### Cornerback
Spielerposition, dessen Hauptaufgabe es ist, Pässe zu verteidigen.

### Cover 1
Verteidigungsschema (Manndeckung), mit einem tief stehendem Verteidiger.

### Cover 2
Verteidigungsschema (Manndeckung oder Raumdeckung), mit zwei tiefstehenden Verteidigern.

### Cover 3
Verteidigungsschema (Raumdeckung), mit drei tiefstehenden Verteidigern.

### Cover 4
Verteidigungsschema (Raumdeckung), mit vier tiefstehenden Verteidigern.

### Cover 6
Verteidigungsschema (Manndeckung und Raumdeckung).

## D

### Dead Ball
Ein Ball, welcher nicht mehr im Spiel ist.

### Defense
Die Mannschaft, welche zu Beginn eines Spielzuges nicht in Ballbesitz ist.

### Defensive Back
Die letzte Verteidigungsreihe, bestehend aus Cornerbacks und Safeties. Hauptaufgabe ist die Passverteidigung.

### Defensive End
Äußere Spielerposition der Defensive Line.

### Defensive Line
Die erste Verteidigungsreihe, bestehend aus Defensive Ends und Defensive Tackles. Hauptaufgabe ist das Angreifen des Quarterbacks.

### Defensive Tackle
Innere Spielerposition der Defensive Line.

### Delay of game
Ein Regelverstoß, wenn vor Ablauf der Play Clock der Snap noch nicht stattfand.

### Down
Spielabschnitt über die Dauer eines Spielzuges.

### Down by Contact
Der Ballträger wird durch einen Gegenspieler zu Boden gebracht oder nach/beim Berühren des Bodens mit Ellbogen, Rumpf oder Knie vom Gegenspieler berührt.
Beendet den Spielzug.

### Draw
Ein angetäuschter Passspielzug, der in einem Laufspiel endet.

### Drive
Eine Serie von Spielzügen bis zum Wechsel des Ballbesitzrechts.

### Dual-Threat Quarterback
Ein Quarterback, welcher neben dem Passen auch vermehrt selbst läuft.

## E

### Edge Rusher
Ein Defensive-Spieler, dessen häufigste Aufgabe darin besteht, den Quarterback vom Rand der Offensive Line aus anzugreifen. In Teams, die eine 4-3 Defense verwenden, übernehmen die Defensive Ends diese Rolle. Teams, die eine 3-4 Defense verwenden, setzen auf dieser Position normalerweise einen Outside Linebacker ein.

### Eligible Receiver
Spieler, welche einen Vorwärtspass fangen dürfen. Dies sind die Wide Receiver, die Runningbacks, die Tight Ends, der Quarterback und alle Verteidiger. Auch Spieler der Offensive Line können für eligible, also passempfangsberechtigt erklärt werden; dies muss den Schiedsrichtern aber zuvor mitgeteilt werden, die dies anschließend per Mikrophon verkünden.

### Encroachment
Ein Regelverstoß, bei welchem ein Verteidiger vor dem Snap die Line of Scrimmage überschreitet und einen Angriffsspieler dadurch zu einer Bewegung verleitet.

### End around
Ein Spielzug, bei dem ein Wide Receiver ins Backfield läuft und der Quarterback diesem den Ball übergibt.

### Endzone
Das Gelände zwischen dem Feldende und der Goalline. Seitlich ist es von den Seitenlinien begrenzt.

### Extra Point(siehe auch PAT)
Ein Gewinn von einem Punkt durch das Erzielen eines Field Goals nach einem Touchdown.

## F

### Facemask
1. Das Gesichtsgitter bei einem Footballhelm.
2. Regelverstoß durch das Greifen in das Gesichtsgitter.

### False Start
Regelverstoß, bei dem ein Spieler der Offense sich vor dem Snap nach vorne bewegt.

### Fair Catch
Das unbehinderte Fangen eines Balles. Signalisiert durch das Winken der Hände über dem Kopf.

### Field of Play
Bereich zwischen den beiden Seitenlinien und den beiden Goallines.

### Field Goal

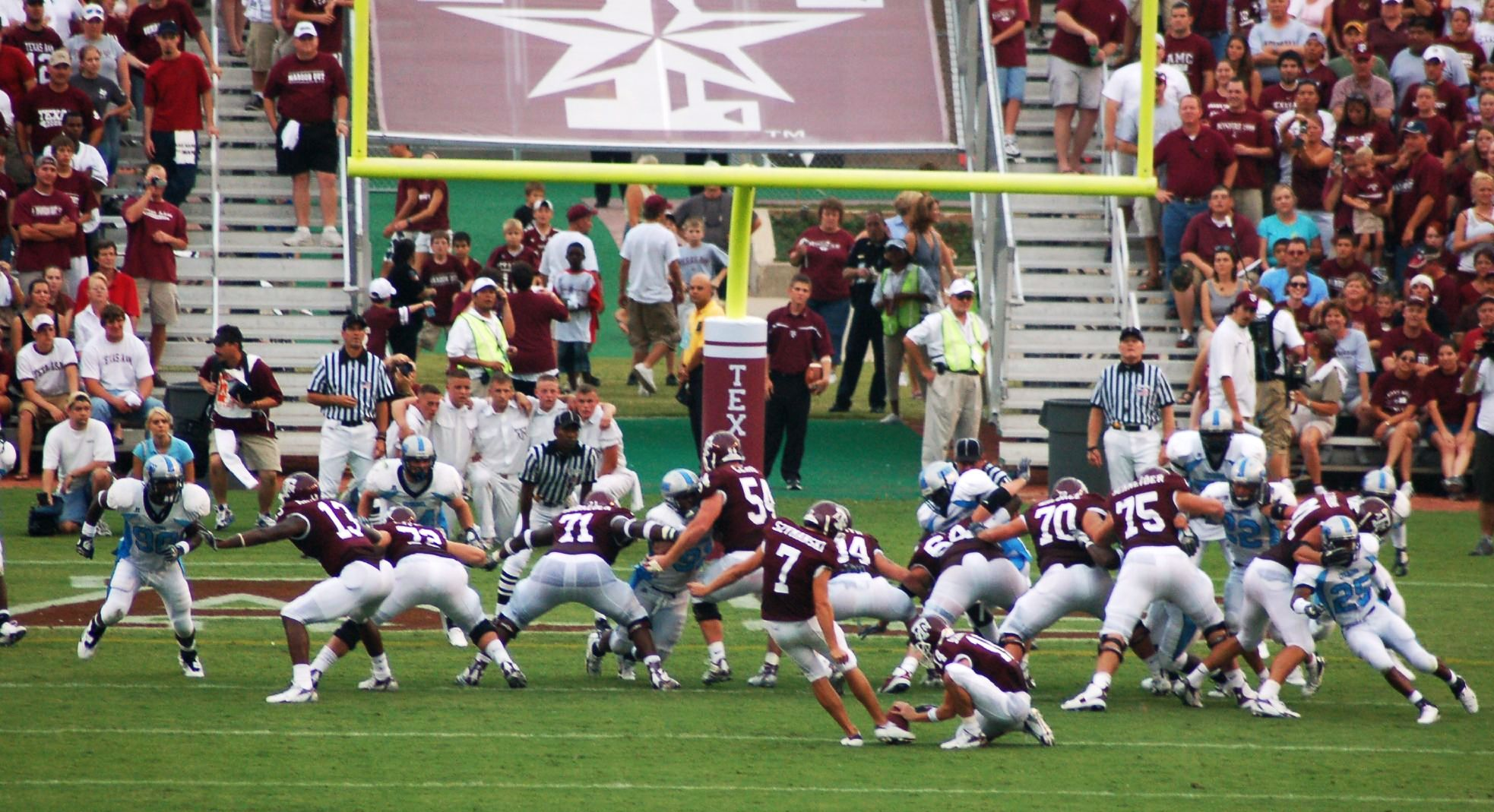
Field-Goal-Versuch

Das Schießen des Balles nach Berührung des Bodens durch die Torstangen.

### First Down
Das erste Down.

### Flag
Siehe Penalty Flag

### Flanker
Siehe Wide Receiver

### Flea Flicker
Ein Trickspielzug, bei welchem der Runningback einen Rückwärtspass zum Quarterback wirft, welcher dann einen Vorwärtspass wirft.

### Formation
Die Aufstellung zu Beginn eines Spielzuges.

### Forward Pass
Siehe Vorwärtspass

### Forward Progress
Vorderster Punkt, an dem sich der Ballträger befunden hat, auch wenn er danach von Gegenspielern zurückgedrängt wurde.

### Fourth Down
Das letzte Down. Wird von der Offense kein neues First Down erzielt, wechselt der Ballbesitz.

### Fourth Down Conversion
Das Ausspielen des Fourth Down um einen neuen First Down zu erzielen, anstatt zu punten.

### Four-Point Stance
Ein Stand, bei welchem beide Füße und beide Hände den Boden berühren.

### Free Ball
Ein sich im Spiel befindender Ball, welcher jedoch von niemandem kontrolliert wird und von beiden Mannschaften erobert werden darf.

### Free Kick
Punt nach einem vom Gegner erzielten Safety.

### Free Safety
Siehe Safety

### Fullback
Kräftiger Runningback.
Oft nur dazu da, um dem Runningback den Weg frei zu blocken.

### Fumble
Fallenlassen des Balles, nachdem er unter Kontrolle gebracht wurde und bevor der Ball oder der Spielzug tot war. Nach einem Fumble ist der Ball frei.

### Fumblerooski
Ein Trick Play, bei dem der Quarterback den Ball direkt nach dem Snap fallen lässt, ihn also absichtlich fumblet, sodass ein anderer Spieler (gewöhnlich ein Spieler der Offense-Line) den Ball aufheben und mit ihm nach vorne laufen kann. In den meisten Ligen mittlerweile verboten.

## G

### Goalline
Linie, welche die Endzone vom Field of Play trennt.

### Guard
Spielerposition in der Offensive Line, soll Lücken für das Laufspiel blocken und den Quarterback schützen.

### Gunner
Spielerposition, in welcher der Spieler die Aufgabe hat, den Returner zu stoppen. Der Gunner ist meist der schnellste Spieler in der Aufstellung.

## H

### H-Back
Abkürzung für Hybrid Back; Hybrid-Spielertyp mit der Physis eines Tight Ends, der meist wie ein Fullback hinter der Line of Scrimmage steht.

### Hail Mary Pass
Ein sehr langer Pass in die gegnerische Endzone meist kurz vor Schluss des Spiels bei Gleichstand oder Rückstand.

### Halfback

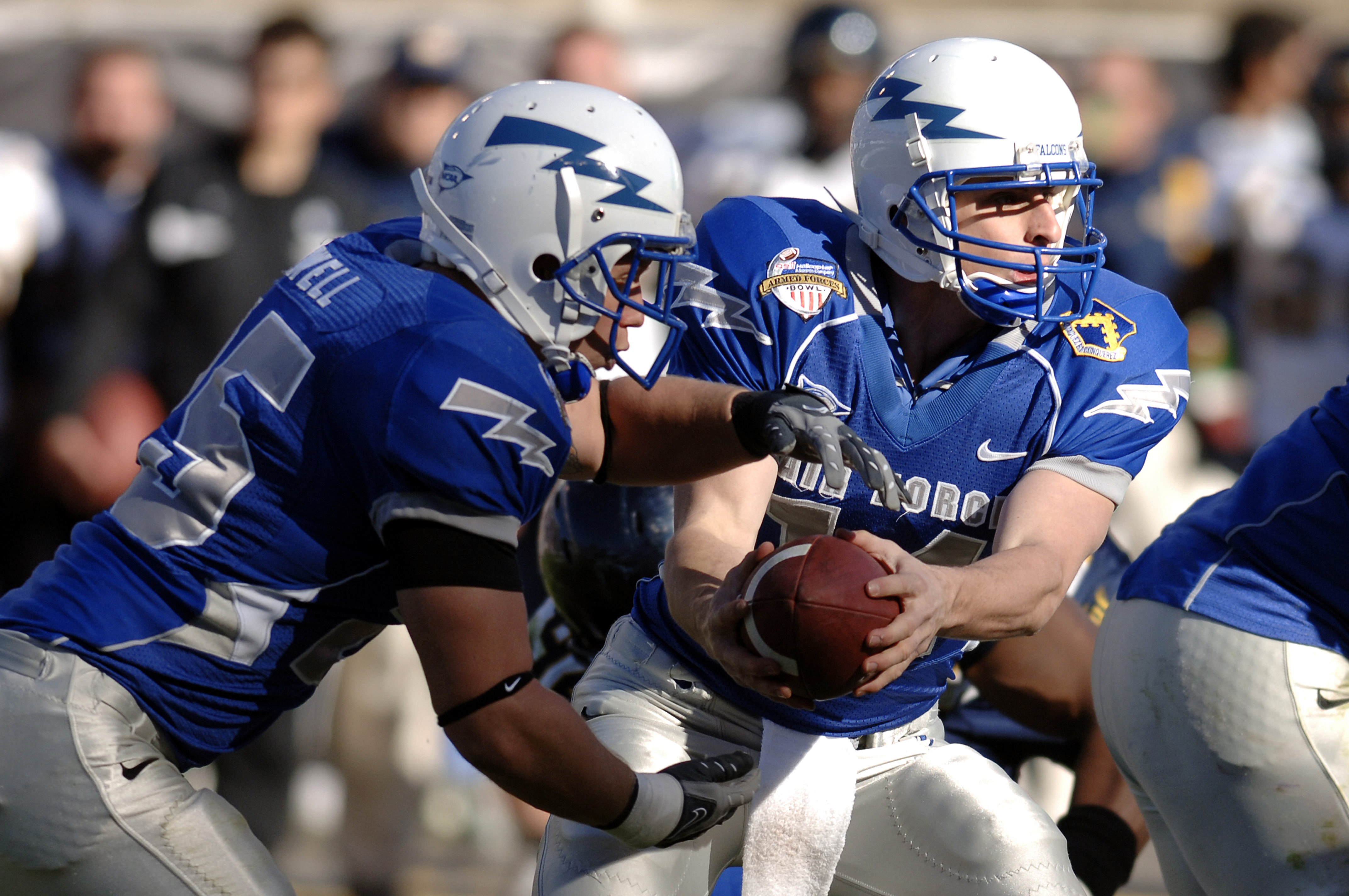
Ein Hand-off

Wendiger, schneller Runningback.

### Hand-off
Das Übergeben des Balles, ohne dass der Ball geworfen wird.

### Hands Team
Spielergruppe, welche bei Onside Kicks eingesetzt wird. Die Spieler sind besonders fangsicher.

### Hashmarks
Linien im Spielfeld, welche senkrecht zur Goalline stehen. Sie markieren den Bereich, in welchem der Snap stattfinden muss.

### Hip-Drop-Tackle
Eine seit der Saison 2024 gemäß Artikel 18 des Regelbuchs verbotene Tackling-Technik, bei der verteidigende Spieler den Läufer mit beiden Händen oder Armen umklammert, seine Hüften und/oder seinen Unterkörper dreht und sich in Höhe des Knies oder unterhalb davon auf das Bein/die Beine des Offensivspielers fallen lässt.

### Holder
Spieler, dessen Aufgabe es ist, den Ball bei einem Field-Goal-Versuch festzuhalten.

### Holding
Das unerlaubte Festhalten eines Gegners, welcher nicht den Ball hat und nicht versucht, einen Ball zu fangen.

### Horse-collar Tackle
Ein Horse-collar Tackle ist eine Art des Tackelns, bei dem der tackelnde Spieler den Gegner an den Schultern oder am Trikot nach hinten zieht, sodass der getackelte Spieler auf seine eigenen Beine fällt.

### Huddle
Versammlung der Spieler auf dem Feld, bei der der folgende Spielzug besprochen wird.

### Hurry-up Offense
Offensestrategie, bei welcher auf ein Huddle verzichtet wird, um Zeit zu sparen.

## I

### I-Formation
Eine Formation der Offense, bei der der Quarterback und zwei Runningbacks in einer Reihe hinter dem Center stehen.

### Illegal Formation
Die Offense muss für mindestens eine Sekunde vor dem Snap sieben Spieler an der Line of Scrimmage haben. Ist dies nicht der Fall, so ist dies eine Illegal Formation.

### Incomplete Pass
Ein Vorwärtspass, welcher von keinem Spieler gefangen wurde, bevor er auf dem Boden aufkam bzw. ein Pass der nur Out of Bounds gefangen wurde.
Ein Incomplete Pass stoppt die Uhr (Game Clock).

### Ineligible Receiver
Spieler, welcher keinen Vorwärtspass fangen darf. In der Regel nur Spieler der Offensive Line.

### Intentional Grounding
Das unerlaubte Wegwerfen des Balles durch einen in Bedrängnis stehenden Quarterback innerhalb der Tackle Box, ohne dass dabei ein Passempfänger in der Nähe gewesen ist oder außerhalb der Tackle Box, wenn der Ball die Line of Scrimmage nicht erreicht oder überschreitet.

### Interception
Das Fangen eines Passes durch einen Verteidiger.

## K

### Kick
Das absichtliche Treten des Balles.

### Kicker
Spieler, dessen Aufgabe es ist, Field Goals und Kickoffs zu kicken.

### Kickoff
Spieleröffnung zu Beginn einer Hälfte, nach einem Touchdown oder nach einem Field Goal durch das Kicken des Balles.

### Kick Returner
Spieler, dessen Aufgabe es ist, Kickoffs zurückzutragen.

### Kneel
Spielzug mit geringem Risiko, bei welchem sich der Quarterback nach dem Snap hinkniet und so den Spielzug beendet, dabei aber die Uhr weiterlaufen lässt. Wird in der Regel angewandt, wenn ein Team kurz vor Schluss in Führung liegt.

## L

### Lateralpass
Pass, welcher parallel zur Line of Scrimmage oder nach hinten geworfen wird. Laterals dürfen beliebig oft, von jedem und auch hinter der Line of Scrimmage geworfen werden. Ein fallengelassener Lateral ist kein Incomplete Pass, sondern ein Free Ball, der von jedem aufgenommen werden kann.

### Line of Scrimmage
Gedachte Linie, von der beim American Football die Spielzüge beginnen. Sie verläuft parallel zur Goalline.

### Line to Gain
Gedachte Linie, welche von der Offense mit kontrolliertem Ball überquert werden muss, um ein neues First Down zu erzielen. Sie verläuft parallel zur Goalline.

### Linebacker
1. Spieler, dessen Hauptaufgabe es ist, Läufe zu stoppen.
2. Die zweite Verteidigungsreihe.

### Linemen
Spieler, die darauf spezialisiert sind, an der Line of Scrimmage zu spielen.

### Long Snapper
Center, welcher darauf spezialisiert ist, lange Snaps auszuführen, zumeist zu Puntern oder Holdern.

### Losing Season
Eine Saison, in welcher eine Mannschaft öfter verlor als gewann.

## M

### Man Coverage
Manndeckung

### Man in Motion
Spieler der Offense, der nicht an der Anspiellinie steht und dem es erlaubt ist, sich unmittelbar vor dem Anspiel direkt hinter der Anspiellinie zu bewegen und seine Position zu verändern.

### Mike
Bezeichnung für den Middle Linebacker.

### Muff
Gepunteter Ball, welcher von der empfangenden Mannschaft nicht gefangen wurde, sondern nur berührt wird, wodurch der Ball dann frei ist.

## N

### Nickelback
bezeichnet einen dritten Cornerback auf dem Spielfeld in der Defense. Der Nickelback ist keine Grundposition im American Football.

### Nose Tackle
Defense Spieler, der dem Center der Offense (Nase an Nase) gegenübersteht.

## O

### Offense
Das Team mit Ballbesitz.

### Offensive Line
Reihe von fünf Spielern vor dem Quarterback.

### Offside
Das Überqueren der Line of Scrimmage, bevor der Snap erfolgte.

### Onside Kick
Ein sehr kurzer, aber mindestens zehn Yards überquerender Kickoff, bei dem das kickende Team versucht, den Football vor dem gegnerischen Team unter Kontrolle zu bringen und somit in Ballbesitz zu bleiben.

### Option Run
Ein Spielzugtyp, bei welchem der Quarterback die Möglichkeit hat, den Ball entweder zu behalten, einem Runningback zu übergeben oder einen Pass zu spielen.

### Out of Bounds
Der gesamte Raum außerhalb des tatsächlichen Spielfeldes.

## P

### PAT
Siehe Point after Touchdown/Extra Point

### Pass
Das absichtliche Werfen des Balles zu einem Mitspieler.

### Pass Interference
Das Hindern eines Passempfängers am Fangen des Balles, ohne den Ball selbst fangen zu wollen.

### Passer Rating
Siehe Quarterback Rating

### Passing Yards
Der erzielte Raumgewinn durch Passspielzüge.

### Penalty Flag
Gelbes Stofftuch, welches von den Schiedsrichtern geworfen wird, um einen Regelverstoß anzuzeigen und dessen Ort zu markieren.

### Pick six
Bezeichnung für eine Interception, die zu einem Touchdown führt.

### Play
Ein Spielzug.

### Play Clock
Ein Timer, welcher die Dauer zwischen zwei Spielzügen bestimmt. Sie beträgt 40 Sekunden bzw. 25 Sekunden nach Timeouts und anderen administrativen Spielunterbrechungen.

### Pooch Kick
Ein Punt oder Kickoff, welcher nicht mit gesamter Kraft getreten wird. Wird häufig angewandt, um die Fähigkeiten des Return Teams zu begrenzen.

### Punt
Das Treten des Balles, bevor dieser den Boden erreicht.

### Punt Returner
Spieler, dessen Hauptaufgabe es ist, den Ball nach einem Punt zu returnen.

### Punter
Spieler, dessen Hauptaufgabe es ist, den Ball zu punten.

## Q

### Quarter
Ein Viertel der Spielzeit eines Footballspiels.

### Quarterback
Spieler, dessen Hauptaufgabe es ist, den Snap zu empfangen und den Spielzug zu koordinieren.

### Quarterback Rating
Statistischer Wert, der die Leistung eines Quarterbacks seine Passfähigkeiten betreffend beschreiben und vergleichbar machen soll.

### Quarterback Scramble
Siehe Scramble

### Quarterback Sneak
Spielzug, bei welchem sich der Quarterback nach dem Snap nach vorne fallen lässt, um kurze Distanzen zu überbrücken.

## R

### Reception
Fangen des Balles.

### Red Flag
Rotes Stofftuch, welches vom Head Coach geworfen wird, um eine Challenge einzufordern.

### Red Zone
Bereich zwischen der Goalline und der 20-Yard-Linie.

### Return
Das Tragen des Balles nach Ballbesitzwechsel, etwa einem Kick oder einem Turnover.

### Return Team/Receiving Team
Mannschaft des returnenden Spielers.

### Return Yards
Erzielter Raumgewinn nach einem Punt oder Kickoff Return sowie nach Interceptions und Fumbles.

### Rover
Spielerposition, auf welcher der Spieler sowohl die Aufgaben eines Defensive Back als auch die eines Linebackers übernimmt.

### Roughing the Holder
Unerlaubtes Tackeln des Holders.

### Roughing the Kicker
Unerlaubtes Tackeln des Kickers.

### Roughing the Passer
Unerlaubtes Tackeln des Passwerfers.

### Rückwärtspass
Siehe Lateralpass

### Runningback
Spieler, dessen Hauptaufgabe es ist, durch Lauf Raumgewinn zu erzielen.

### Rush
Ein Lauf.

### Rushing Average
Durchschnittlicher Raumgewinn je Lauf.

## S

### Sack
Das Tackeln des Quarterbacks hinter der Line of Scrimmage.

### Safety
1. Spielerposition, dessen Hauptaufgabe es ist, Pässe abzuwehren.
2. Gewinn von zwei Punkten.

### Sam
Bezeichnung für den Strong Side Linebacker.

### Scoop and Score
Ein eroberter Fumble durch die Defense, der in einen Touchdown mündet.

### Scramble
Das Laufen des Quarterbacks mit dem Ball.

### Screen Pass
Bezeichnet einen kurzen Pass zum Wide Receiver oder Runningback.

### Scrimmage
1. Ein Freundschaftsspiel.
2. Kurz für Line of Scrimmage.

### Schiedsrichter
Unparteiische Spielzeugen, die die Regeln des Spiels kontrollieren. Der Hauptschiedsrichter wird Referee genannt und wird von weiteren Schiedsrichtern unterstützt, die jeweils alle einen bestimmten Bereich überwachen.

### Secondary
Siehe Defensive Back

### Shotgun Formation
Eine Formation, bei der der Quarterback nicht direkt hinter dem Center steht, sondern fünf bis sieben Yards dahinter.

### Skill Position
Spieler auf Positionen des Runningbacks, Wide Receivers, Tight Ends oder Quarterbacks, die den Ball bewegen und für das Erzielen von Punkte zuständig sind.

### Snap
Der Pass oder die Ballübergabe vom Center, welcher einen Spielzug beginnen lässt.

### Soccer Match
Ein Spiel, bei dem die Punkte ausschließlich durch das Schießen von Field Goals erzielt wurden.

### Special Teams
Mannschaftsteile, die nur auf das Spielfeld kommen, wenn ein Ball gekickt wird.

### Spike
Das sofortige Werfen des Balles zum Boden durch den Quarterback, um die Zeit anzuhalten. Das ballführende Team verliert dadurch einen Down.

### Squib Kick
Ein Kickoff, bei welchem der Ball flach gekickt wird.

### Starter
Ein Spieler, welcher beim ersten Spielauftritt seines Mannschaftsteiles in einem Spiel auf dem Feld steht.

### Statue of Liberty
Trickspielzug, bei dem der Quarterback nach dem Snap mit seinem Wurfarm einen Pass vortäuscht, während er den Football nahezu zeitgleich mit seiner anderen Hand hinter seinem Rücken an einen Runningback oder Wide Receiver übergibt.

### Stiff Arm

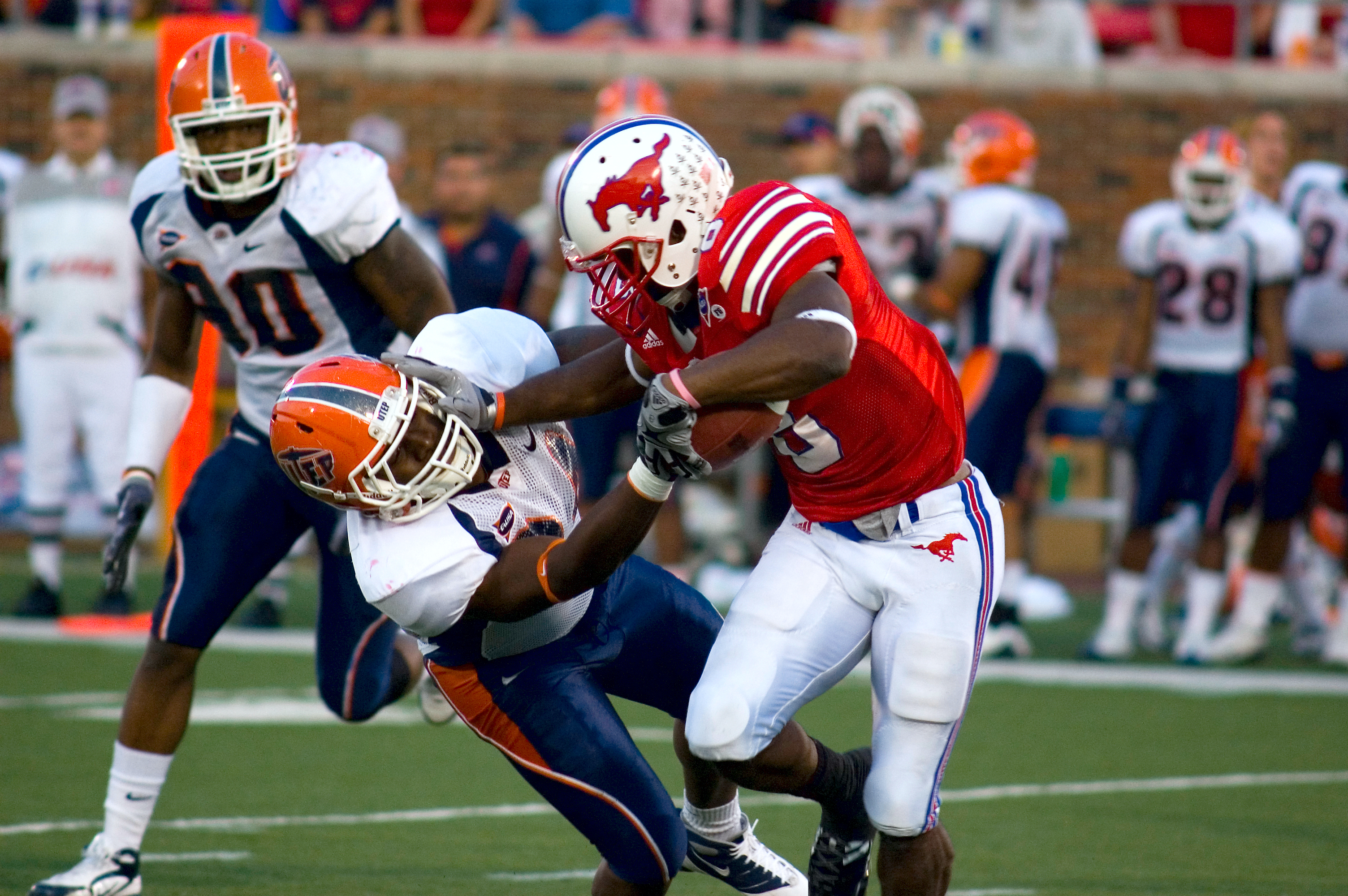
Ein Spieler hält einen Gegner mit dem Stiff Arm auf Distanz.

Das Wegschubsen eines Gegenspielers durch das Ausstrecken des Armes, um einen Tackle zu vermeiden.

### Strong Safety
Siehe Safety

### Strong Side
Die Seite des Spielfeldes, auf welcher vor dem Snap mehr Spieler der Offense stehen.

### Sub Package
Hereinnahme eines zusätzlichen Defensive Backs (Nickelback) in einer Defensiv-Formation, meist anstelle eines Nose Tackles oder eines Outside Linebackers. Wird oft angewandt, wenn ein Pass-Spielzug erwartet wird.

## T

### Tackle

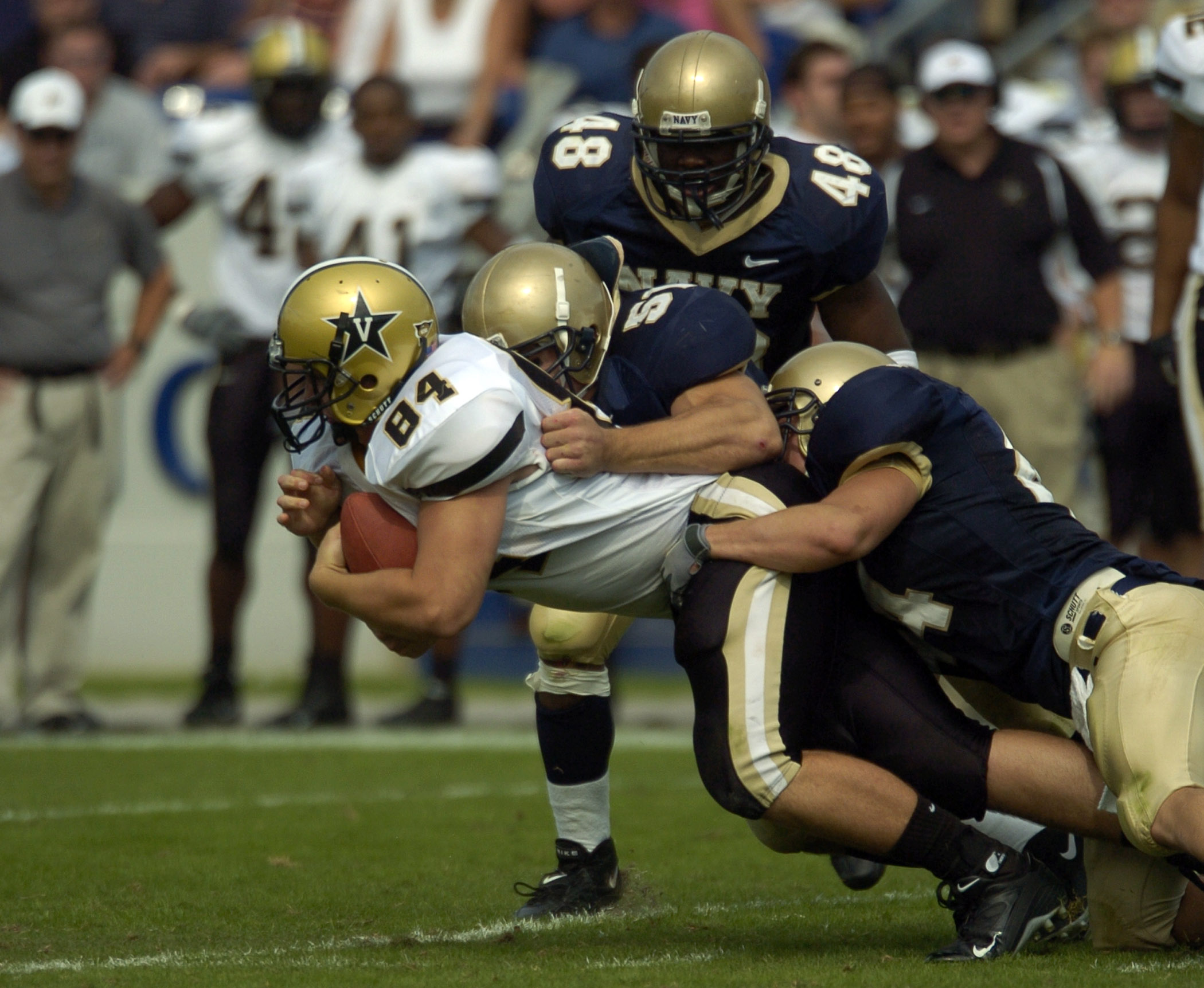
Ein Spieler wird getackelt

1. Das zu Boden bringen des Gegners (vgl. Tackle (American Football)).
2. Ein Spieler an der Line, entweder ein Offensive Tackle oder ein Defensive Tackle.

### Tackle Box
Der Bereich zwischen den beiden Offensive Tackles in der Startaufstellung.

### Tailback
Siehe Halfback

### Take a Knee
Siehe Kneel

### Three-and-out
Das Scheitern der Offense in den ersten drei Downs, ein neues First Down zu erreichen und deshalb zu punten.

### Three-Point Stance
Ein Stand, bei welchem der Spieler beide Füße und eine Hand am Boden hat.

### Throwaway
Das gezielte Werfen des Balles außerhalb der Tackle Box ins Aus, ohne dass es einen realistischen Passempfänger gibt.

### Tight End
Spielerposition der Offense. Tight Ends agieren entweder als Blocker oder Passempfänger.

### Time of Possession
Die Gesamtdauer, in welcher ein Team Ballbesitz hatte.

### Time-out
Auszeit. Unterbrechung des Spiels und Stoppen der Spieluhr durch eine Mannschaft. Jeder Mannschaft stehen pro Halbzeit drei Time-outs zu. Nach einer verlorenen Challenge wird ein Time-out abgezogen.

### Touchback
Ein Touchback liegt vor, wenn
1. der Ball nach einem Fumble, einem Punt oder einem Kickoff das Spielfeld hinter der Goalline verlässt.
2. ein Verteidiger nach einer Interception in der eigenen Endzone getackelt wird.

Nach einem Touchback beginnt die Offense an der eigenen 20-Yard-Linie.

### Touchdown
Das Gewinnen von sechs Punkten, indem der Ball in der gegnerischen Endzone gefangen oder erobert wird oder mit dem Ball in die gegnerische Endzone gelaufen wird.

### Trick Play
Überbegriff für choreographierte Überraschungsspielzüge.

### Trickspielzug
Siehe Trick Play

### Turnover
Wechsel des Ballbesitzes.

### Two-Minute Warning
Von den Schiedsrichtern für beide Teams gegebenes Time-out zwei Minuten vor Ende jeder Hälfte.

### Two-Point Conversion
Versuch, nach einem Touchdown durch einen Lauf oder Pass in die Endzone zwei Punkte zu erzielen.

## U

### Undrafted
Ein Spieler, welcher beim NFL Draft nicht ausgewählt wurde.

### Utility Player
Ein Spieler, welcher auf mehreren Positionen spielt.

## V

### Vanilla Offense
Eine Offense mit wenigen Formationen und Spielzügen.

### Victory Formation
Siehe Kneel

### Veer
Eine Form des Option, bei dem hinter jedem Guard ein Runningback steht.

### Videobeweis
Durch die hohe Anzahl von Kameras können strittige Spielsituationen durch die Schiedsrichter überprüft und gegebenenfalls zurückgenommen werden.

### Vorwärtspass
Ein Pass, dessen erster Kontaktpunkt näher an der gegnerischen Endzone ist als der Ort, von wo der Pass geworfen wurde.
Pro Spielzug darf nur ein Vorwärtspass geworfen werden. Nach Überschreiten der Line of Scrimmage ist der Vorwärtspass unzulässig.

## W

### Weak I
Formation, bei welcher ein Runningback hinter dem Quarterback steht und ein weiterer Runningback auf der Weak Side neben dem Quarterback steht.

### Weak Side
Die Seite des Spielfeldes, auf welcher vor dem Snap weniger Spieler der Offense stehen.

### West Coast Offense
Eine Strategie der Offense im American Football. Hierbei wird das Passspiel mit kurzen Würfen, exakten Laufwegen und variablen Formationen betont.

### Wheel Route
Passroute, bei welcher der Passempfänger parallel zur Line of Scrimmage nach außen läuft und nach einigen Schritten in Richtung der gegnerischen Endzone läuft.

### Wide
In Richtung der Seitenlinie gehend.

### Wide Receiver
Spieler, dessen Hauptaufgabe es ist, Pässe zu fangen.

### Wildcat Offense
Offensetaktik, in welcher sowohl der Runningback als auch der Quarterback den Snap erhalten können.

### Will
Bezeichnung für den Weak Side Linebacker.

### Win–Loss(–Tie)
Das Verhältnis der Gewinne, Verluste (und ggf. Unentschieden), ausgedrückt als zwei oder drei Zahlen.

### Winning Season
Eine Saison, in welcher eine Mannschaft öfter gewann als verlor.

### Wishbone
Formation mit drei Runningbacks hinter dem Quarterback in Form eines Y, ähnlich einem Gabelbein (engl. wishbone).

## X

### X-Receiver
Bezeichnung in Spielzug-Ansagen für den Wide Receiver, welcher links vom Quarterback an der Line of Scrimmage steht. Hier ist meistens der beste Wide Receiver des Teams positioniert.

## Y

### Y-Receiver
Bezeichnung in Spielzug-Ansagen für den Slot Receiver, oft auch Tight End.

### YAC
1. Yards After Catch: Der Raumgewinn nach dem Passempfang.
2. Yards After Contact: Der Raumgewinn nach dem ersten Tackleversuch.

### Yard Line
Entfernungsmarkierung auf dem Feld in Yards zur nächsten Goalline.

### Yardage
Der Raumgewinn oder -verlust in einem Spiel, einer Saison oder der Karriere.

### Yards gained
Siehe Yardage.

### Yards from Scrimmage
Der Raumgewinn nach dem Überqueren der Line of Scrimmage.

### Yellow Flag
Siehe Penalty Flag

### Yard/Yards
Siehe Yard

## Z

### Z-Receiver
Bezeichnung in Spielzug-Ansagen für den Wide Receiver, welcher rechts vom Quarterback leicht hinter der Line of Scrimmage steht.

### Zebra

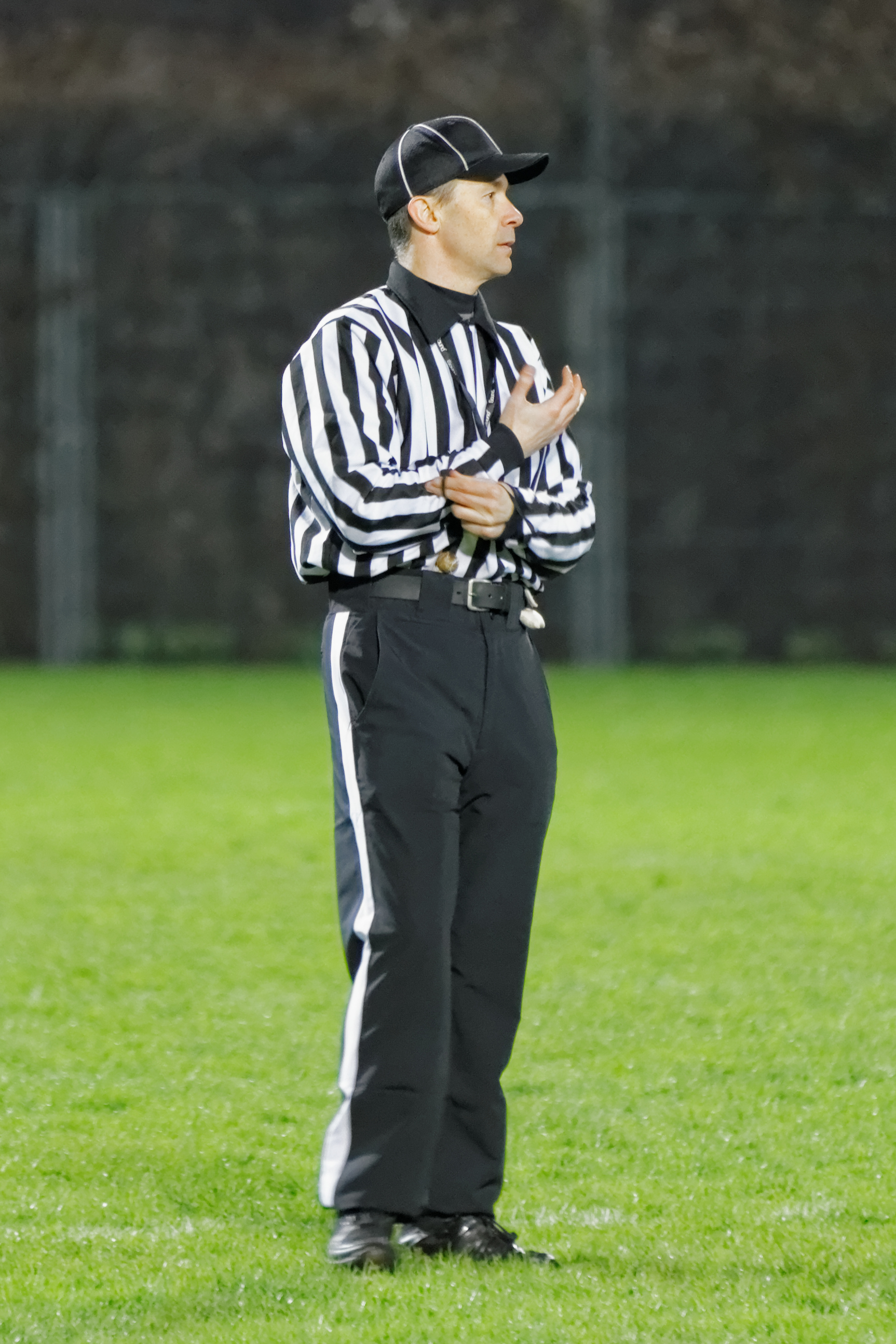
Ein Schiedsrichter in der klassischen Uniform

Umgangssprachliche Bezeichnung für Schiedsrichter in Anlehnung an deren schwarz-weiß gestreifte Uniform.

### Zone Defense
Verteidigung, welche Raumdeckung anwendet.

### Zone Blitz
Eine Defensivtaktik, bei welcher sowohl geblitzt als auch mit Raumdeckung gespielt wird. Erfunden von Dick LeBeau.

### Zone Read
Eine Art des Option Runs, bei dem der Runningback neben dem Quarterback steht. Nach dem Snap kreuzen sich die Laufwege von Quarterback und Runningback, und sie beginnen einen Hand-off. Basierend auf dem Lesen der Abwehrreaktion, zieht der Quarterback den Ball entweder zurück und läuft selber oder übergibt den Ball dem Runningback.